# Wetenschappelijke bedrijfsvoering

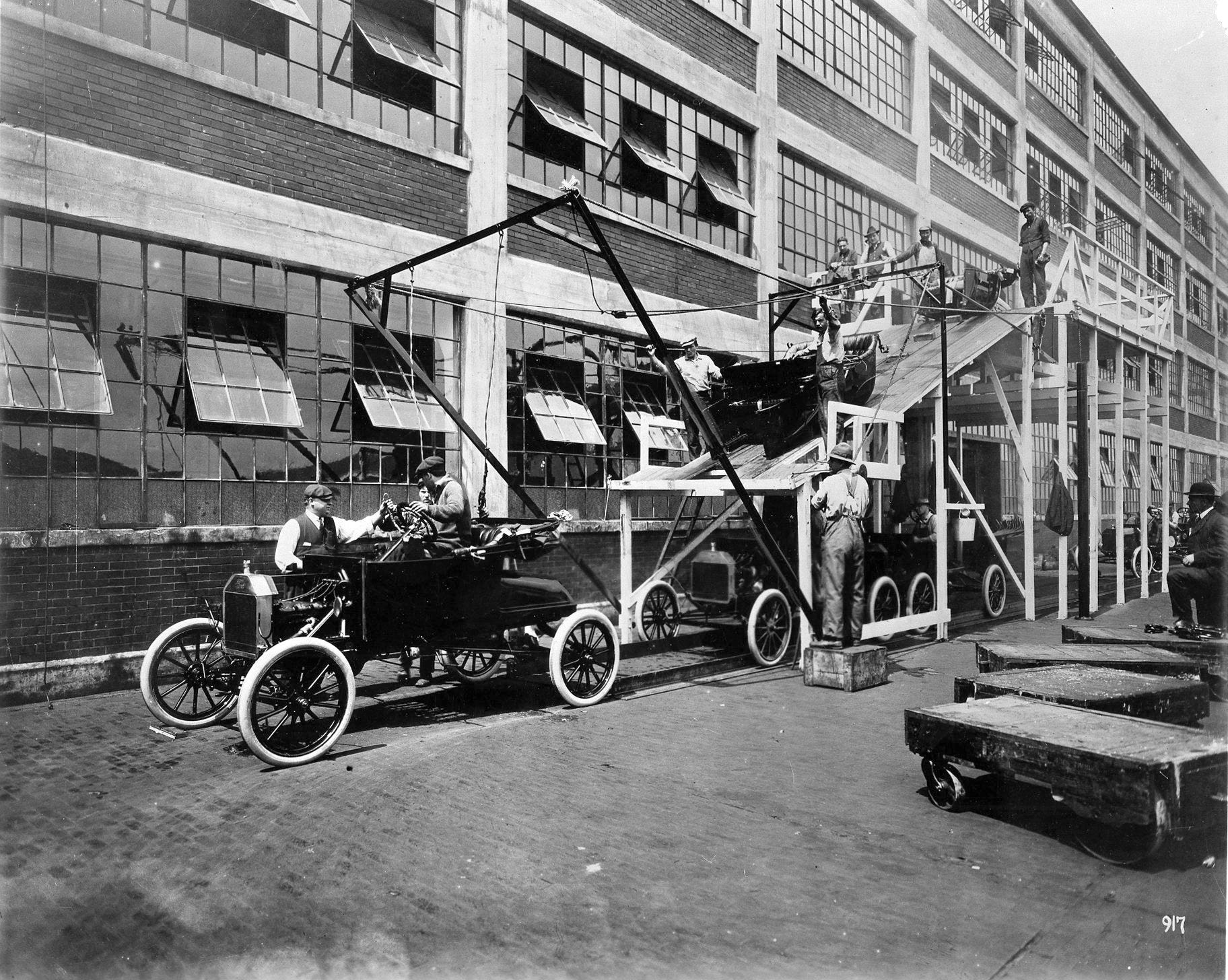
Eindpunt van de assemblagelijn bij Ford in 1913 rond de tijd dat de wetenschappelijke bedrijfsvoering in de organisatie van de productie werd ingevoerd.

Wetenschappelijke bedrijfsvoering (scientific management of taylorisme) is een stroming binnen de managementtheorie die het aansturen van bedrijfsprocessen rond de werkvloer op een wetenschappelijke wijze vorm wilde geven. 
De intellectuele drijfkracht achter de wetenschappelijke bedrijfsvoering was Frederick Taylor. Taylor wilde door nauwkeurige arbeidsstudies prestatieverbeteringen bereiken. Hij streefde ernaar objectieve productienormen vast te stellen, aan de hand waarvan men prestaties kon beoordelen. Hij zag loon als belangrijkste motiverende factor.
Aanhangers van deze stroming menen dat arbeid puur analytisch benaderd zou moeten worden. Beslissingen zouden niet meer op basis van vuistregels of traditie genomen moeten worden, maar uitsluitend op rationele gronden. Centraal staat hierbij het meten van prestaties. In de pure vorm heeft wetenschappelijke bedrijfsvoering in de praktijk inmiddels aan belang ingeboet. Desalniettemin worden veel inzichten die binnen de wetenschappelijke bedrijfsvoeringstroming tot ontwikkeling kwamen ook tegenwoordig nog gebruikt. 

## Geschiedenis
De wetenschappelijke bedrijfsvoering ontstond rond 1900. Aan het eind van de 19e eeuw startte de rationalisering van productieprocessen. Er werden wetenschappelijke methoden ontwikkeld om het werk te organiseren. Zo werd in 1913 in de Ford-fabrieken de lopende band geïntroduceerd, waarmee de assemblagetijd van vliegtuigwielen teruggebracht werd van 20 naar 5 minuten. 
Rond 1900 groeide het verzet tegen het ongebreidelde economische liberalisme. De vakbewegingen komen eind 19e eeuw op. Deze vakbewegingen hechtten vooral waarde aan spontane massale acties. Dit in tegenstelling tot de aanhangers van het rationalisme, die collectieve onderhandelingen met werkgevers voorstonden. Deze strijd werd uiteindelijk in het voordeel van de rationalisten beslecht, waardoor de weg open lag voor georganiseerd verzet tegen de autonomie van de werkgevers. Hierop organiseerden ook de werkgevers zich.
Rond de Eerste Wereldoorlog hebben met name J.G.Ch. Volmer, Theo van der Waerden en Ernst Hijmans de ideeën van het taylorisme in Nederland gepropageerd.
Met name in de jaren 30 ging de overheid een meer actieve rol spelen. In 1935 presenteerde het Nederlands Verbond van Vakverenigingen het Plan van de Arbeid. In België was sprake van vergelijkbare plannen. Uitgangspunt hiervan was dat de overheid de economische conjunctuur kon herstellen door een uitgebreide politiek van openbare werken, het verlenen van kredieten en het bevorderen van de koopkracht van de bevolking. 
Al met al werd de autonomie van werkgevers iets aan banden gelegd en werd de basis gelegd voor een sociale-zekerheidsstelsel dat na 1945 verder werd uitgebouwd.

## Taylor versus Fayol
Fayol heeft, anders dan Taylor, vooral aangegeven hoe organisaties kunnen worden ingericht door de onderdelen van de managementfunctie te benoemen en door het aangeven van beginselen. De gebruikelijke indeling in de zogenoemde functionele gebieden (zoals financieel management en commercieel management) wordt met aanpassingen nog steeds gehanteerd. Fayols beginselen worden ook nog steeds gebruikt en worden handzaam geacht. Zo stelt hij dat bevoegdheden en verantwoordelijkheden in evenwicht moeten zijn en ook dat organisaties ruimte moeten bieden voor initiatief, hetgeen verrassend modern klinkt.

## Kritiek
Volgens drs. Jos Verveen kunnen onderzoeken van Taylor bij de Bethlehem Steel Company de toets der kritiek niet doorstaan. 